# (171465) Evamaria
(171465) Evamaria est un astéroïde de la ceinture principale et plus spécifiquement du groupe de Hilda.

## Description
(171465) Evamaria est un astéroïde du groupe de Hilda. Il présente une orbite caractérisée par un demi-grand axe de 3,89 UA, une excentricité de 0,22 et une inclinaison de 11,0° par rapport à l'écliptique.

## Compléments